# Danh sách họ người Nhật phổ biến
Có 291,129 họ chính thức ở Nhật Bản được xác định bằng kanji, dù nhiều họ có phát âm và viết bằng Romanji trùng nhau. Ngược lại, một số họ được viết bằng Kanji trùng nhau nhưng lại có phát âm khác nhau. 10 họ đứng đầu chiếm xấp xỉ 10% dân số, còn 100 họ đứng đầu chiếm 33%
Bảng xếp hạng dưới dây là kết quả của một nghiên cứu vào tháng 8 năm 2008 của công tu bảo hiểm nhân thọ Meiji Yasuda Life Insurance Company, bao gồm gần 6,118,000 khách hàng.
| Xếp hạng | Họ     | Hán Việt         | Romanji            | Số người ước tính (2008) | Tỉ lệ (%) |
| -------- | ------ | ---------------- | ------------------ | ------------------------ | --------- |
| 1        | 佐藤   | Tá Đằng          | Satō               | 1,990,000                | 1.57      |
| 2        | 鈴木   | Linh Mộc         | Suzuki             | 1,900,000                | 1.50      |
| 3        | 高橋   | Cao Kiều         | Takahashi          | 1,470,000                | 1.16      |
| 4        | 田中   | Điền Trung       | Tanaka             | 1,340,000                | 1.06      |
| 5        | 渡辺   | Độ Biên          | Watanabe           | 1,200,000                | 0.95      |
| 6        | 伊藤   | Y Đằng           | Itō                | 1,150,000                | 0.91      |
| 7        | 中村   | Trung Thôn       | Nakamura           | 1,080,000                | 0.85      |
| 8        | 小林   | Tiểu Lâm         | Kobayashi          | 1,060,000                | 0.84      |
| 9        | 山本   | Sơn Bổn          | Yamamoto           | 1,020,000                | 0.81      |
| 10       | 加藤   | Gia Đằng         | Katō               | 920,000                  | 0.73      |
| 11       | 吉田   | Cát Điền         | Yoshida            | 850,000                  | —         |
| 12       | 山田   | Sơn Điền         | Yamada             | 820,000                  | —         |
| 13       | 佐々木 | Tá Tá Mộc        | Sasaki             | 710,000                  | —         |
| 14       | 山口   | Sơn Khẩu         | Yamaguchi          | 640,000                  | —         |
| 15       | 松本   | Tùng Bản         | Matsumoto          | 630,000                  | —         |
| 16       | 井上   | Tỉnh Thượng      | Inoue              | 600,000                  | —         |
| 17       | 木村   | Mộc Thôn         | Kimura             | 580,000                  | —         |
| 18       | 清水   | Thanh Thủy       | Shimizu            | 560,000                  | —         |
| 19       | 林     | Lâm              | Hayashi            | 550,000                  | —         |
| 20       | 斉藤   | Tề Đằng          | Saitō              | 530,000                  | —         |
| 21       | 斎藤   | Trai Đằng        | Saitō              | 520,000                  | —         |
| 22       | 山崎   | Sơn Kỳ           | Yamazaki Yamasaki  | 490,000                  | —         |
| 23       | 中島   | Trung Đảo        | Nakajima Nakashima | 480,000                  | —         |
| 24       | 森     | Sâm              | Mori               | 470,000                  | —         |
| 25       | 阿部   | A Bội            | Abe                | 470,000                  | —         |
| 26       | 池田   | Chì Điền         | Ikeda              | 450,000                  | —         |
| 27       | 橋本   | Kiều Bản         | Hashimoto          | 450,000                  | —         |
| 28       | 石川   | Thạch Xuyên      | Ishikawa           | 440,000                  | —         |
| 29       | 山下   | Thạch Hạ         | Yamashita          | 410,000                  | —         |
| 30       | 小川   | Tiểu Xuyên       | Ogawa              | 410,000                  | —         |
| 31       | 石井   | Thạch Tỉnh       | Ishii              | 400,000                  | —         |
| 32       | 長谷川 | Trường Cốc Xuyên | Hasegawa           | 390,000                  | —         |
| 33       | 後藤   | Hậu Đằng         | Gotō               | 390,000                  | —         |
| 34       | 岡田   | Cương Điền       | Okada              | 380,000                  | —         |
| 35       | 近藤   | Cận Đằng         | Kondō              | 370,000                  | —         |
| 36       | 前田   | Tiền Điền        | Maeda              | 370,000                  | —         |
| 37       | 藤田   | Đằng Điền        | Fujita             | 370,000                  | —         |
| 38       | 遠藤   | Viễn Đằng        | Endō               | 360,000                  | —         |
| 39       | 青木   | Thanh Mộc        | Aoki               | 350,000                  | —         |
| 40       | 坂本   | Phẩn Bản         | Sakamoto           | 350,000                  | —         |
| 41       | 村上   | Thôn Thượng      | Murakami           | 340,000                  | —         |
| 42       | 太田   | Thái Điền        | Ōta                | 320,000                  | —         |
| 43       | 金子   | Kim Tử           | Kaneko             | 310,000                  | —         |
| 44       | 藤井   | Đằng Tỉnh        | Fujii              | 310,000                  | —         |
| 45       | 福田   | Phúc Điền        | Fukuda             | 300,000                  | —         |
| 46       | 西村   | Tây Thôn         | Nishimura          | 300,000                  | —         |
| 47       | 三浦   | Tam Phổ          | Miura              | 300,000                  | —         |
| 48       | 竹内   | Trúc Nội         | Takeuchi           | 290,000                  | —         |
| 49       | 中川   | Trung Xuyên      | Nakagawa           | 290,000                  | —         |
| 50       | 岡本   | Cương Bổn        | Okamoto            | 290,000                  | —         |

| Xếp hạng | Họ   | Hán Việt    | Romanji           | Số người ước tính (2008) |
| -------- | ---- | ----------- | ----------------- | ------------------------ |
| 51       | 松田 | Tùng Điền   | Matsuda           | 290,000                  |
| 52       | 原田 | Nguyên Điền | Harada            | 290,000                  |
| 53       | 中野 | Trung Dã    | Nakano            | 290,000                  |
| 54       | 小野 | Tiểu Dã     | Ono               | 280,000                  |
| 55       | 田村 | Điền Thôn   | Tamura            | 280,000                  |
| 56       | 藤原 | Đằng Nguyên | Fujiwara Fujihara | 270,000                  |
| 57       | 中山 | Sơn Trung   | Nakayama          | 270,000                  |
| 58       | 石田 | Thạch Điền  | Ishida            | 270,000                  |
| 59       | 小島 | Tiểu Đảo    | Kojima            | 260,000                  |
| 60       | 和田 | Hòa Điền    | Wada              | 260,000                  |
| 61       | 森田 | Sâm Điền    | Morita            | 250,000                  |
| 62       | 内田 | Nội Điền    | Uchida            | 250,000                  |
| 63       | 柴田 | Sài Điền    | Shibata           | 250,000                  |
| 64       | 酒井 | Tửu Tỉnh    | Sakai             | 240,000                  |
| 65       | 原   | Nguyên      | Hara              | 240,000                  |
| 66       | 高木 | Cao mộc     | Takagi Takaki     | 240,000                  |
| 67       | 横山 | Hằng Sơn    | Yokoyama          | 240,000                  |
| 68       | 安藤 | An Đằng     | Andō              | 240,000                  |
| 69       | 宮崎 | Quan Kỳ     | Miyazaki Miyasaki | 240,000                  |
| 70       | 上田 | Thượng Điền | Ueda Ueta         | 240,000                  |
| 71       | 島田 | Đảo Điền    | Shimada           | 230,000                  |
| 72       | 工藤 | Công Đằng   | Kudō              | 230,000                  |
| 73       | 大野 | Đại Dã      | Ōno               | 220,000                  |
| 74       | 宮本 | Quan Bản    | Miyamoto          | 220,000                  |
| 75       | 杉山 | Sam Sơn     | Sugiyama          | 220,000                  |
| 76       | 今井 | Kim Tỉnh    | Imai              | 220,000                  |
| 77       | 丸山 | Hoàn Sơn    | Maruyama          | 210,000                  |
| 78       | 増田 | Tăng Điền   | Masuda            | 210,000                  |
| 79       | 高田 | Cao Điền    | Takada Takata     | 210,000                  |
| 80       | 村田 | Thôn Điền   | Murata            | 210,000                  |
| 81       | 平野 | Bình Dã     | Hirano            | 210,000                  |
| 82       | 大塚 | Đại Trủng   | Ōtsuka            | 210,000                  |
| 83       | 菅原 | Gian Nguyên | Sugawara Sugahara | 210,000                  |
| 84       | 武田 | Vũ Điền     | Takeda Taketa     | 200,000                  |
| 85       | 新井 | Tân Tỉnh    | Arai              | 200,000                  |
| 86       | 小山 | Tiểu Sơn    | Koyama Oyama      | 200,000                  |
| 87       | 野口 | Dã Khẩu     | Noguchi           | 200,000                  |
| 88       | 桜井 | Anh Tỉnh    | Sakurai           | 200,000                  |
| 89       | 千葉 | Thiên Diệp  | Chiba             | 200,000                  |
| 90       | 岩崎 | Nham Kỳ     | Iwasaki           | 200,000                  |
| 91       | 佐野 | Tá Dã       | Sano              | 200,000                  |
| 92       | 谷口 | Cốc Khẩu    | Taniguchi         | 200,000                  |
| 93       | 上野 | Thượng Dã   | Ueno              | 200,000                  |
| 94       | 松井 | Tùng Tỉnh   | Matsui            | 190,000                  |
| 95       | 河野 | Hà Dã       | Kōno Kawano       | 190,000                  |
| 96       | 市川 | Thị Xuyên   | Ichikawa          | 190,000                  |
| 97       | 渡部 | Độ Bộ       | Watanabe Watabe   | 190,000                  |
| 98       | 野村 | Đã Thôn     | Nomura            | 180,000                  |
| 99       | 菊地 | Cúc Địa     | Kikuchi           | 180,000                  |
| 100      | 木下 | Mộc Hạ      | Kinoshita         | 180,000                  |